# 渡辺佐智江
渡辺 佐智江（わたなべ さちえ）は、日本の翻訳家。生年等、プロフィールは一切、非公開。
1987年ごろ、イギリス滞在中に出会ったキャシー・アッカー『血みどろ臓物ハイスクール』を出版のあてのないまま翻訳。各出版社に持ち込みした後、山形浩生の紹介で白水社から刊行、翻訳家デビュー。1993年、『血みどろ臓物ハイスクール』の翻訳紹介によりBABEL国際翻訳大賞新人賞を受賞。
2005年刊行の『小さなことから自分を変える7つの仕事術』の訳者紹介では、「ビジネス、カルチャー等を中心にノンフィクション翻訳を手がける一方、英米・英語圏文学の翻訳も数多い」と書かれているが、実際は、渡辺佐智江名義での訳書の大半は文学書であり、ノンフィクション翻訳は少数である。

## 評価
山形浩生は渡辺について「タイポグラフィや語呂合わせが出てきて『作者の頭の中はどうなっているんだ』と言いたくなる作品でも完璧に日本語に翻訳できる。ジョークや言葉遊びは翻訳してもあまり評価されないのだけど、渡辺がそういう遊びを訳すと、完成度にいつも感服してしまう」と評している。

## 訳書
- 『血みどろ臓物ハイスクール』（キャシー・アッカー、白水社） 1992.9、のち河出文庫
- 『おぼえていないときもある』（ウィリアム・S・バロウズ、浅倉久志,山形浩生,柳下毅一郎共訳、ペヨトル工房） 1993.1
- 『フリスク』（デニス・クーパー、ペヨトル工房） 1993.6
- 『神の御使い』1 - 2（ニック・ケイヴ、山形浩生共訳、思潮社） 1994.2
- 『ドン・キホーテ』（キャシー・アッカー、白水社） 1994.4
- 『ガソリンの臭いのする記憶』（デイヴィッド・ヴォイナロヴィッチ著画、白水社） 1995.5
- 『コック&ブル』（ウィル・セルフ、白水社） 1995.9
- 『ナイフの刃先で』（デイヴィッド・ヴォイナロヴィッチ、大栄出版） 1995.6
- 『わが母悪魔学』（キャシー・アッカー、白水社） 1996.4
- 『スリープウォーキング』（ジュリー・マイアソン、河出書房新社） 1997.1
- 『ネヴァダの犬たち』（ジョン・リドリー、早川書房） 1997.7、のちハヤカワ文庫NV
- 『クラックアップ』（ハーモニー・コリン、山形浩生共訳、ロッキング・オン） 1998.10
- 『ディスコ・ビスケッツ』（サラ・チャンピオン編、渡辺健吾共訳、早川書房） 1998.12
- 『フィルス』（アーヴィン・ウェルシュ、アーティストハウス）、のち再刊（パルコエンタテインメント事業部）
- 『死んでいる』（ジム・クレイス、白水社） 2001.6、のち白水Uブックス
- 『四十日』（ジム・クレイス、インスクリプト） 2002.9
- 『食糧棚』（ジム・クレイス、白水社） 2002.5
- 『俺がJBだ! : ジェームズ・ブラウン自叙伝』（ジェームズ・ブラウン,ブルース・タッカー、山形浩生,クイッグリー裕子共訳、文藝春秋） 2003.9、のち文春文庫
- 『グールド魚類画帖 : 十二の魚をめぐる小説』（リチャード・フラナガン、白水社） 2005.7
  - 『グールド魚類画帖［新装版］：十二の魚をめぐる小説』（白水社、2024.6）
- 『小さなことから自分を変える7つの仕事術』（ロイス・P・フランケル、日本経済新聞社） 2005.4
- 『柘榴のスープ』（マーシャ・メヘラーン、白水社） 2006.7
- 『ゴーレム[100]』（アルフレッド・ベスター、国書刊行会） 2007.6
- 『バタフライハンター : 10のとても奇妙で素敵な仕事の物語』（クリス・バラード、日経BP社） 2007.11
- 『キングキラー・クロニクル 第1部 風の名前』上・中・下（パトリック・ロスファス、山形浩生,守岡桜共訳、白夜書房） 2008.6、のちハヤカワ文庫FT（全5巻）
- 『姿なきテロリスト』（リチャード・フラナガン、白水社） 2009.6
- 『モーフィー時計の午前零時 : チェス小説アンソロジー』（ジーン・ウルフ,フリッツ・ライバー他著、若島正編、共訳、国書刊行会） 2009.2
- 『隔離小屋』（ジム・クレイス、白水社） 2010.6.
- 『フィルス』（アーヴィン・ウェルシュ、パルコ） 2013.11
- 『S,M,L,XL+: 現代都市をめぐるエッセイ』（レム・コールハース、太田佳代子共訳、ちくま学芸文庫） 2015.5
- 『音楽と沈黙』1 - 2（ローズ・トレメイン、国書刊行会） 2017.5
- 『キングキラー・クロニクル 第2部 賢者の怖れ』全6巻（パトリック・ロスファス、山形浩生,守岡桜共訳、ハヤカワ文庫FT） 2018.5
- 『奥のほそ道』（リチャード・フラナガン、白水社） 2018.5
- 『愛なんてセックスの書き間違い』（ハーラン・エリスン、若島正共訳、国書刊行会、未来の文学） 2019.5
- 『アフター・クロード』（アイリス・オーウェンス、国書刊行会、ドーキー・アーカイヴ） 2021.9
- 『少女、女、ほか』（バーナディン・エヴァリスト、白水社） 2023.10